# Francesco Graziani (futbolista)
Francesco Graziani (Subiaco, Laci, 16 de desembre de 1952) fou un futbolista italià i posterior entrenador.
Graziani començà la seva carrera a l'Arezzo. Més tard fou el líder del darrer títol de lliga assolit pel Torino FC, club on jugà entre 1973 i 1981. A més de la lliga de 1976 fou màxim golejador de la lliga italiana de futbol de 1977 amb 21 gols. Més tard jugà a l'ACF Fiorentina (1981-1983) i a l'AS Roma (1983-1988). En aquest darrer club guanyà dues copes d'Itàlia i fou finalista de la Copa d'Europa de futbol, essent derrotat a la final pel Liverpool FC des del punt de penal. El seu darrer club fou l'Udinese Calcio. En total disputà 353 partits i marcà 130 gols a la Sèrie A.
Amb la selecció italiana disputà el Mundial de 1978 a l'Argentina i el de 1982, on es proclamà campió del Món. També disputà l'Eurocopa de futbol de 1980. En total marcà 23 gols en 64 partits amb la selecció.
Graziani entrenà diversos clubs italians, la majoria modestos. Dirigí la Fiorentina el 1989, Reggina el 1990, Avellino el 1993 i Catania, club aquest a qui ascendí a la Sèrie B el 2001-2002.

## Palmarès
- Lliga italiana de futbol: 1976
- Copa italiana de futbol: 1984, 1986
- Copa del Món de futbol: 1982